# Olivier de Cagny

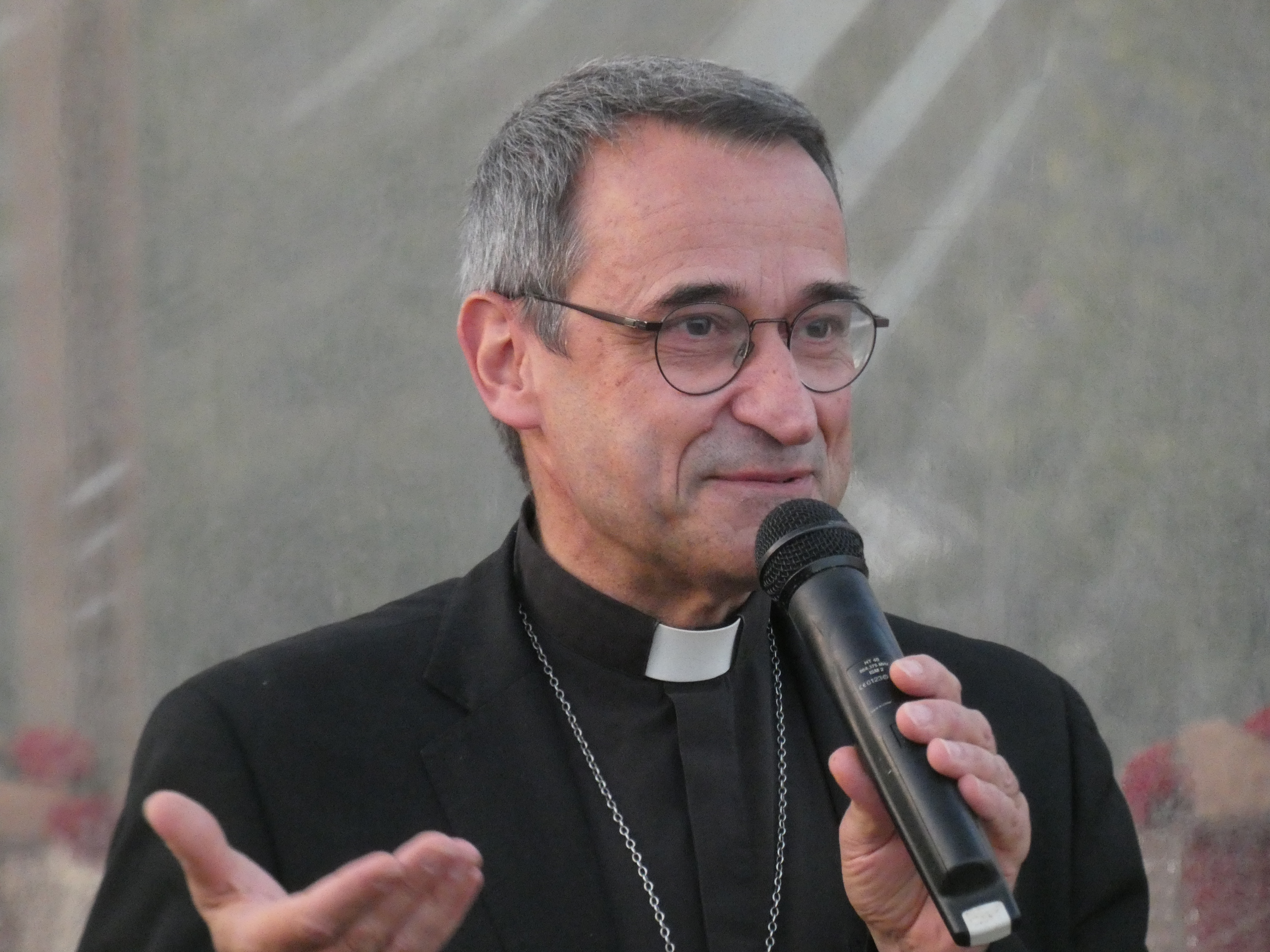
Olivier de Cagny, 2023

Wappen von Olivier de Cagny.

Olivier de Cagny (* 13. Dezember 1961 in Neuilly-sur-Seine) ist ein französischer römisch-katholischer Geistlicher und Bischof von Évreux.

## Leben
Olivier de Cagny wuchs in Paris auf und besuchte das Collège Sainte-Croix in Neuilly-sur-Seine. Von 1981 bis 1984 absolvierte er an der École supérieure des sciences économiques et commerciales ein Studium des Wirtschaftsingenieurwesens und arbeitete anschließend zwei Jahre in diesem Beruf. Danach studierte er Philosophie und Katholische Theologie am Priesterseminar in Paris (1986–1988) und an der Päpstlichen Universität Gregoriana in Rom (1988–1991). Während seiner Studienzeit in Rom war er Alumnus des Päpstlichen Französischen Priesterseminars. Am 27. Juni 1992 empfing er das Sakrament der Priesterweihe für das Erzbistum Paris. Nach weiterführenden Studien am Institut Supérieur de Liturgie in Paris erwarb Olivier de Cagny 1994 ein Lizenziat im Fach Katholische Theologie. Ferner belegte er Kurse in Gesang und sakraler Musik.
Von 1993 bis 1999 lehrte Olivier de Cagny an der Faculté Notre-Dame de Paris und wirkte als Pfarrvikar der Pfarrei Saint-Denys-du-Saint-Sacrement. Zudem war er von 1995 bis 2003 Ausbilder am Priesterseminar in Paris. Von 1999 bis 2009 war er in der Abteilung für Berufungspastoral des Erzbistums Paris tätig. Daneben war er von 1999 bis 2003 stellvertretender Direktor des Hauses Saint-Aignan des Pariser Priesterseminars und Seelsorger in der Pfarrei Sainte-Colette-des-Buttes-Chaumont, bevor er Kaplan an der Kapelle Notre-Dame du Saint-Sacrement (2003–2009) sowie am Collège La Tour (2003–2008) und am Collège Gerson (2003–2009) wurde. Von 2009 bis 2019 wirkte Olivier de Cagny als Pfarrer der Pfarrei Saint-Louis-en-l’Île. In dieser Zeit leitete er zusätzlich das Haus Saint-Louis-en-l’Île des Pariser Priesterseminars und unterrichtete an der École cathédrale de Paris. Ferner war er von 2012 bis 2021 Dechant des Dekanats Marais und von 2013 bis 2014 Pfarradministrator der Pfarrei Saint-Paul-Saint-Louis. Darüber hinaus gehörte er von 2013 bis 2019 der diözesanen Orgelkommission an und von 2009 bis 2019 der Kommission für Pastoralliturgie und Sakramentenpastoral, die er ab 2013 leitete. Ab 2019 war Olivier de Cagny Regens des Pariser Priesterseminars und Domherr an der Kathedrale Notre-Dame de Paris. Außerdem war er bereits ab 2007 zuständig für die Organistenprüfungen im Erzbistum Paris.
Am 2. Juni 2023 ernannte ihn Papst Franziskus zum Bischof von Évreux. Der Erzbischof von Rouen, Dominique Lebrun, spendete ihm am 9. September desselben Jahres in der Kathedrale von Évreux die Bischofsweihe; Mitkonsekratoren waren der Erzbischof von Paris, Laurent Ulrich, und der emeritierte Bischof von Évreux, Christian Nourrichard. Olivier de Cagny wählte den Wahlspruch Témoigner de l’évangile de la grâce de Dieu („Das Evangelium der Gnade Gottes bezeugen“).

## Schriften
- Le diacre dans la liturgie romaine. Serviteur de l’évêque, serviteur du peuple chrétien. In: Communio. Nr. 154, 2001, OCLC 1000732864, S. 53–64.
- La notion de participation dans l’euchologie du missel romain. In: La Maison-Dieu. Band 241, Nr. 1, 2005, OCLC 97732588, S. 121–135.
- Du Concile au Synode: une attention renouvelée à la transmission liturgique de la Parole de Dieu. In: Célébrer. 2009.
- Les aspects diocésains de la célébration des ordinations presbytérales. In: Célébrer. 2011.
- Les prières eucharistiques (= Cahiers du Collège des Bernardins. Band 105). Parole et silence, Paris 2012, ISBN 978-2-88918-105-6.
- «Pâques au grand jour» ou la réforme liturgique du concile Vatican II. In: Jacques-Noël Pérès (Hrsg.): La réception de Vatican II en cinquante ans, quels effets pour les Églises? (= Théologie à l'université. Band 29). Desclée de Brouwer, Paris 2013, ISBN 978-2-220-06583-0.
- Aménager l’espace liturgique selon le cardinal Lustiger. In: Communio. Nr. 234, 2014, S. 51–56.
- La réforme liturgique (= Cahiers du Collège des Bernardins). Parole et silence, Paris 2018, ISBN 978-2-88918-958-8.